# Subsidio
Un subsidio o incentivo gubernamental es una forma de ayuda o apoyo financiero que se extiende a un sector económico (organización o individuo) generalmente con el objetivo de promover determinadas políticas económicas y sociales. Puede tratarse de una prestación económica de una duración determinada en el tiempo (como en el caso del seguro de desempleo) o no. Aunque comúnmente se asocian los subsidios a políticas gubernamentales, el término subsidio puede referirse a cualquier tipo de apoyo, por ejemplo, de ONG o como subsidios implícitos.  
Los subsidios pueden extenderse de manera directa o indirecta. Ejemplos de subsidios directos son subvenciones en efectivo y préstamos sin intereses. Ejemplos de subsidios indirectos son beneficios fiscales, seguros, préstamos a bajo interés, depreciación acelerada o descuentos de alquiler.
Además, pueden ser amplios o limitados, legales o ilegales, éticos o no éticos. Las formas más comunes de subsidios son aquellas concedidas al productor o al consumidor. Los subsidios al productor o a la producción aseguran que los productores estén en mejor situación, ya sea proporcionando apoyo a los precios del mercado, apoyo directo o pagos a los factores de producción. Los subsidios al consumidor o al consumo comúnmente reducen el precio de los bienes y servicios al consumidor.  

## Subsidios como estímulos en la economía productiva
Un subsidio, como estímulo de la economía, es la diferencia entre el precio real de un bien o servicio y el precio real cobrado al consumidor de estos bienes o servicios.
En economía el subsidio se aplica para estimular artificialmente el consumo o la producción de un bien o servicio. Son los mecanismos contrarios a los impuestos.
También suele otorgarse desde el Estado a las empresas privadas, con el fin de evitar que posibles aumentos de tarifas lleguen a los consumidores finales de los productos o servicios que ellas proveen, y así proteger la economía regional (principalmente en épocas de inflación).

## Tipos de subsidios
Existen diversos tipos de subsidio:
- Subsidios a la oferta: Otorgados a los productores de bienes y servicios.
- Subsidios a la demanda: Son subsidios que reducen lo que paga el usuario, por debajo del costo del bien o servicio. Pueden ser:
  - Subsidios directos: El gobierno paga directamente una parte del servicio a algunos consumidores. En el mejor de los casos este subsidio debe aparecer dentro de la factura como una rebaja al precio normal, señalando quien lo paga y cual es la base del cálculo.
  - Subsidios cruzados (entre diferentes usuarios): En este caso la empresa calcula su tarifa general (que cubre los costos totales) pero no cobra el mismo monto a todos los clientes. Algunos pagan más que el costo real, para permitir que otros paguen menos. No hay necesidad de que el gobierno ponga nada del costo de este subsidio. Ya que el ingreso total de la empresa se mantiene igual. El sector en su totalidad no está siendo subsidiado; sino, algunos usuarios (quienes, se supone, son los menos necesitados) están subsidiando el consumo de otros usuarios (los supuestamente más necesitados).
  - Subsidios a la producción: Son pagos corrientes, sin contrapartida, que el gobierno federal hace a las empresas en función de su participación en la producción; empleado como medio al gobierno, para hacer más accesibles los precios de mercado de algunos bienes o servicios.
  - Subsidios a los hijos: Son pagos no reembolsables entregados por el padre de familia con el fin del "bienestar" de sus hijos. Es usual ver este tipo de subsidios en las cuentas de celulares.

### Subsidios a la exportación
Un subsidio a la exportación es un apoyo del gobierno a los productos que se exportan, como un medio para ayudar a la balanza de pagos del país. Tradicionalmente, los economistas han argumentado que los subsidios benefician a los consumidores.
Usha Haley y George Haley identificaron cómo los  subsidios a la industria manufacturera proporcionados por el gobierno chino alteraron los patrones comerciales. Haley y Haley proporcionaron datos para mostrar que durante la década posterior a que China se unió a la Organización Mundial del Comercio, los subsidios industriales han ayudado a darle a China una ventaja en industrias en las que anteriormente no disfrutaban de ventajas comparativas, como las industrias del acero, el vidrio, el papel, las autopartes y la energía solar.
Existe evidencia de que algunas organizaciones abusan de los subsidios a la exportación. Por ejemplo, algunos exportadores declaran en exceso el valor de sus productos para beneficiarse más de los subsidios a la exportación. Otro método consiste en exportar un lote de mercancías a un país extranjero, pero el mismo comerciante reimportará las mismas mercancías mediante una ruta diferente y cambiando la descripción del producto para ocultar su origen. Por lo tanto, el comerciante se beneficia de los subsidios a la exportación sin crear valor comercial real para la economía. El subsidio a la exportación como tal puede convertirse en una política contraproducente y disruptiva.[cita requerida]

### Subsidios a la importación
Los subsidios a la importación son el apoyo gubernamental a los productos que se importan. Aunque es menos frecuente que los subsidios a la exportación, se utilizan para reducir el precio para los consumidores de los bienes importados. Los subsidios a la importación tienen diversos efectos según el área. Por ejemplo, los consumidores del país importador están en mejor situación y experimentan un aumento en el bienestar del consumidor debido a la disminución del precio de los bienes importados, así como a la disminución del precio de los bienes sustitutos nacionales.[cita requerida] Por el contrario, los consumidores del país exportador experimentan una disminución en el bienestar del consumidor debido a un aumento en el precio de sus bienes nacionales. Además, los productores del país importador experimentan una pérdida de bienestar debido a una disminución del precio del bien en su mercado, mientras que por otro lado, los exportadores del país productor experimentan un aumento en el bienestar debido al aumento de la demanda. En última instancia, el subsidio a la importación rara vez se utiliza porque conduce a una pérdida general de bienestar del país debido a una disminución de la producción nacional y una reducción de la producción en todo el mundo. Sin embargo, los subsidios a la importación pueden resultar en una redistribución de ingresos.

### Subsidios al empleo
Un subsidio de empleo sirve como incentivo para que las empresas brinden más oportunidades de trabajo para reducir el nivel de desempleo en el país (subsidios a la renta) o para fomentar la investigación y el desarrollo. Con un subsidio de empleo, el gobierno brinda asistencia con los salarios. Otra forma de subsidio al empleo son las prestaciones de la seguridad social. Los subsidios al empleo permiten que una persona que recibe el beneficio disfrute de un nivel de vida mínimo.

### Subsidios fiscales
Los gobiernos pueden generar el mismo resultado que obtienen con transferencias de efectivo mediante beneficios fiscales selectivos. Por ejemplo, si un gobierno envía asistencia monetaria que reembolsa el 15% de todos los gastos de salud a un grupo que paga el 15% de impuestos sobre la renta, se logra exactamente el mismo subsidio otorgando una deducción del impuesto a la salud. Los subsidios fiscales también se conocen como gastos fiscales. 
Los beneficios fiscales a menudo se consideran un subsidio. Como otros subsidios, distorsionan la economía, [cita requerida] los subsidios fiscales también son menos transparentes y difíciles de deshacer.

### Subsidios al transporte
Algunos gobiernos otorgan subsidios al transporte, especialmente el transporte por ferrocarril y autobús. Estos subsidios sirven para reducir congestiones en el tráfico y la contaminación. Funcionan también como una forma indirecta de subsidiar la actividad privada y el empleo, ya que subsidia el tránsito de quienes trabajan desde sus hogares hasta sus centros de empleo. En la Unión Europea, los subsidios ferroviarios rondan los 73.000 millones de euros. En China, los subsidios alcanzan los 130.000 millones de dólares.
Los aeropuertos de propiedad pública también pueden recibir subsidios.
En muchos países, las carreteras y las carreteras se pagan a través de los ingresos generales, en lugar de los peajes u otras fuentes dedicadas que pagan solo los usuarios de las carreteras, lo que crea un subsidio indirecto para el transporte por carretera.